# Boanerghes - La figlia del tuono
Boanerghes - La figlia del tuono è il secondo album in studio della rapper italiana Marya, pubblicato nel 2004.

## Il disco
L'album è successivo al ritorno in Italia dell'artista, dopo un periodo trascorso a Bruxelles, durante il quale ha collaborato con Rival Capone, vecchia conoscenza dell'hip hop italiano, CNN e Souterrain Crew. All'album partecipano vari esponenti della scena come Mistaman, Frank Siciliano e i fratelli dell'artista, Esa e Tormento

## Tracce
1. Sti grilli della musica
2. No doubt ft. Frank Siciliano
3. Universo chiamato donna ft. Gamma
4. Boanerghes la figlia del tuono
5. Esagererò
6. Stanca ormai ft. Gamma
7. Materialismo ft. Gamma
8. Tu che scendi, io che salgo ft. Primo Brown
9. Sulla strada ft. Esa e Tormento
10. Occhi
11. Girovaghi ft. Le Iene
12. La notte delle streghe ft. Gamma
13. Scarti di galera ft. Mistaman
14. Amici di Marya